# HaKU
HaKU（ハク）は、日本のロックバンド。
アミューズに所属していた。所属レーベルはユニバーサルJ。

## メンバー
- 辻村 有記（1988年3月12日（37歳） - 、兵庫県出身） - Vocal/Guitar
- 藤木 寛茂（1986年7月19日（38歳） - 、三重県出身） - Guitar
- 三好 春奈（1989年3月17日（35歳） - 、奈良県出身） - Bass
- 長谷川 真也（1986年12月31日（38歳） - 、大阪府出身） - Drums

## バンド名の由来
何色にも染まらない白（ハク）色のイメージ。
そして、1音1拍（ハク）に思いを込め、息を吐く（ハク）ように歌い続けたい、という意味を持つ。

## 来歴
- 2007年、大阪にてVocal & Guitar辻村 有記を中心に結成。同年9月、現在のメンバー編成となり、11月にデモ音源「Hack Your Mind」を制作。
- 2013年、1stシングル「masquerade」をリリースし、メジャーデビューを果たす。
- 2016年8月、東名阪ツアー『“HaKU Last Tour” -最後まで踊れ。-』をもって、解散[2]。

## 作品

### 配信限定シングル
1. the day（2014年3月5日）
2. 果てなき欲望（2014年8月13日）
3. さがしもの / 歓びの歌（2014年8月9日）

## ミュージックビデオ
| 監督                        | 曲名                                                                                                 |
| 衣袋宏輝                    | 「the day」                                                                                          |
| 岩口哲也                    | 「Gravity」                                                                                          |
| 上村隆一                    | 「everything but the love（Live Ver.）」「masquerade（Live Ver.）」「ショウガイレンサ（Live Ver.）」 |
| 大原大次郎×井口皓太(TYMOTE) | 「everything but the love」                                                                          |
| 左居穣                      | 「masquerade」                                                                                       |
| 山田修平                    | 「think about you」                                                                                  |
| TAKCOM                      | 「アステリズム」「1秒間で君を連れ去りたい」                                                          |
| 千葉哲郎                    | 「Karman Line」「ないものねだり」「解放源」「光」                                                    |
| 東市篤憲                    | 「dye it white」                                                                                     |
| 不明                        | 「What's with him」                                                                                  |

## タイアップ一覧
| 曲名                    | タイアップ                                                              | 収録作品                      |
| ----------------------- | ----------------------------------------------------------------------- | ----------------------------- |
| everything but the love | TBS系全国ネットボクシング中継2013テーマソング                           | ミニアルバム「wonderland」    |
| think about you         | コナミデジタルエンタテインメント「jubeat × HaKU」コラボレーションソング | 2ndアルバム「シンバイオシス」 |
| dye it white            | TBS系全国ネットボクシング中継2014テーマソング                           | 2ndアルバム「シンバイオシス」 |
| 衝動                    | MBS・TBS系ドラマ『監獄学園-プリズンスクール-』オープニングテーマ        |                               |
| 果てなき欲望            | LaLa TVドラマ『エンドレスアフェア〜終わりなき情事〜』主題歌             |                               |

## 主なライブ

### ワンマンライブ・主催イベント
- 2011年03月 - ONE MAN LIVE 「The traces of the astronautS」
- 2011年10月〜12月 - ONE MAN LIVE　「digitized Grisaille」
- 2012年11月 - “Simulated reality” Release Tour 2012
- 2013年03月 - HaKU presents 「Spring Riot TOUR」
- 2013年06月〜07月 - HaKU“wonderland”Release Tour 2013
- 2013年07月 - マレーシア公演「HaKU “wonderland” Release Tour 2013　at The Venue , Pavilion KL」
- 2013年10月〜11月 - HaKU wonderland TOUR 2013“hacking your mind”
w/UPLIFT SPICE/Kidori Kidori/QUATTRO
- 2014年03月 - Spring Riot TOUR 14
w/MAMADRIVE/ドラマチックアラスカ/JAWEYE
- 2014年05月 - Pump Up The Riot TOUR 14
w/OverTheDogs/シナリオアート
- 2014年05月 - HaKU セカンドアルバム「シンバイオシス」リリース記念 購入者特典スペシャルイベント
- 2014年05月〜06月 - HaKU“シンバイオシス” Release TOUR 2014
- 2014年08月 - HaKU ReIncarnation Lev.1 ～outbreak～
- 2014年11月〜12月 - HaKU Reincarnation Lev.2 ～advance～
- 2015年06月〜07月 - "I HEAR YOU"TOUR 2015
- 2015年11月 - 「衝動」Release Party

### 出演イベント
- 2011年05月26日 - QUATTRO MIRAGE VOL.2 ～MORE ACTION, MORE HOPE.～
- 2012年03月18日 - HAPPY JACK 2012
- 2012年03月20日 - SANUKI ROCK COLOSSEUM～BUSTA CUP 3rd round～
- 2012年03月22日・24日 - MAN WITH A MISSION DON'T FEEL THE DISTANCE ～8カ所だョ!全員集合 対バン TOUR～
- 2012年05月03日 - Live Rock【一花-ichika-2012】
- 2012年05月06日 - ivory7 chord「Pentagram Tour」
- 2012年05月07日 - 東京ラララ vol.1
- 2012年05月26日 - OTODAMA'11-'12 ～ヤングライオン編～
- 2012年06月19日 - FLiP 2nd Album「XX emotion」リリースツアー ～喜怒愛ROCK～
- 2012年06月29日 - VINTAGE LEAGUE
- 2012年08月22日 - 251presents GLIDER SUMMER SPECIAL!!6days
- 2012年08月25日 - Re:mix 2012
- 2012年08月26日 - MONSTER baSH 2012
- 2012年09月13日 - KANSAI LOVERS 2012
- 2012年09月15日 - Yuya Tsuji Presents ETERNAL ROCK CITY.2012
- 2012年10月06日 - MEGA☆ROCKS 2012
- 2012年10月12日 - MINAMI WHEEL 2012 EXTRA -MIDNIGHT EDITION-
- 2012年10月27日 - THEラブ人間決起集会【OOO(October's Ocean Over dub)】
- 2013年10月31日 - October RockDaze! 2012
- 2012年11月17日 - GUN★MASTAR FES. 2012 ～群馬から世界に向けて～
- 2012年11月23日 - 金沢 ROCK Street Market 2012
- 2012年12月30日 - [NOID]-2012 GROUND FINAL-
- 2012年12月31日 - LIVE DI:GA JUDGEMENT 2012
- 2012年12月31日 - COUNTDOWN JAPAN 12/13
- 2013年01月31日 - MUSIC LINXS vol.4
- 2013年03月02日 - 音小屋の灯--ロックと共に生きる僕らのフェス
- 2013年03月16日 - MUSIC CUBE 13
- 2013年03月17日 - HAPPY JACK 2013
- 2013年03月18日 - RockDaze!外伝'13march
- 2013年04月06日 - FACTORY LIVE 0406
- 2013年04月13日 - UPLIFT SPICE presents『マルチカルチャリズム vol.8』
- 2013年05月12日・17日 - Scars Borough "Nineteen Percent Tour"
- 2013年05月31日・06月01日・02日 - BYEE the ROUND バイザラウンドTOUR 2013
- 2013年06月15日 - Sendai Music Attack!
- 2013年06月26日 - スペースシャワー列伝 ～第九十四巻 早暁(そうぎょう)の宴～
- 2013年07月13日・14日 - Amuse 35th Anniversary BBQ inつま恋 ～僕らのビートを喰らえコラ!～
- 2013年07月19日 - Talking Rock! FES.2013
- 2013年08月09日 - TREASURE05X 2013 10th Anniversary
- 2013年08月17日 - WILD BUNCH FEST. 2013
- 2013年08月18日 - RockDaze!showcase'13summer
- 2013年09月01日 - J-Rock no Tamashii 3
- 2013年09月16日 - Mr. VIRUSOUL -4th operation- UNCHAIN (Current Songs 09′～13′) × HaKU
- 2013年09月27日 - ROXYPARTY
- 2013年10月05日 - MEGA☆ROCKS 2013
- 2013年10月12日 - MINAMI WHEEL 2013
- 2013年10月26日 - 音生サーキット 2013 HALLOWEEN SPECIAL
- 2013年11月01日・09日・10日 - R3 Rock Royale Ring TOUR×HaKU wonderland TOUR 2013"hacking your mind"
- 2013年11月23日 - 真空ホロウ 真空パック vol.7 ～M(水戸・むらた)編とS(渋谷・さとし)編～
- 2013年12月10日 - CLUB251 20th ANNIVERSARY
- 2013年12月29日 - FM802 ROCK FESTIVAL RADIO CRAZY 2013
- 2014年01月17日・19日 - another sunnyday「YOLO TOUR」
- 2014年01月29日 - グッドモーニングアメリカ イチ、ニッ、サンでジャンプツアー2014
- 2014年02月04日 - MINE☆ROCK CARNIVAL
- 2014年03月08日・09日 - EGG BRAIN START OFF WITH MUZIC TOUR 2014
- 2014年03月11日 - MASTER PEACE 2014
- 2014年03月13日・23日 - SUPER BEAVER 『361°』Release Tour 2014～周回する、ラクダ～
- 2014年03月15日 - HAPPY JACK 2014
- 2014年03月16日 - In 197666×HaKU×ドラマチックアラスカ×Scars Borough
- 2014年04月11日・13日 - UPLIFT SPICE ØØØ TOUR 2013-2014
- 2014年04月18日 - 共鳴振動
- 2014年04月19日 - THREE LIGHTS DOWN KINGS LiVERTY TOUR 2014-FINAL SERIES-
- 2014年05月05日 - 松本Sound Hall a.C 10th anniversary
- 2014年06月29日 - ネコフェス2014 -KUDAKENEKO ROCK FESTIVAL 2014-
- 2014年07月19日 - Amuse Fes 2014 BBQ inつま恋 ～僕らのビートを喰らえコラ!～
- 2014年07月27日 - MURO FESTIVAL 2014
- 2014年09月13日 - KANSAI LOVERS 2014
- 2014年09月15日 - [Gateway]
- 2014年09月21日 - winnie Nostalgic Evolution Tour
- 2014年09月26日 - 首謀者:空想委員会 大歌の改新 第二期
- 2014年10月04日 - MEGA★ROCKS 2014
- 2014年10月09日 - ROCKのススメ
- 2014年10月12日・13日・2015年01月14日 - アルカラ ガイコツアー2014
- 2014年11月03日 - 大阪市立大学杉本キャンパス 第64回 銀杏祭 「GINNAN ROCK FESTIVAL」
- 2014年11月13日・15日・16日 - Fear, and Loathing in Las Vegas "PHASE 2"Release Tour
- 2014年11月22日 - グッドモーニングアメリカ企画フェス「あっ、良いライブここにあります。2014」
- 2014年12月11日 - グッドモーニングアメリカ「inトーキョーシティーツアー 2014-2015」
- 2014年12月18日 - LIVE STORAGE
- 2015年01月25日 - うみ・そら・おんがく・おきなわ 2015
- 2015年05月24日 - TOKYO METROPOLITAN ROCK FESTIVAL 2015
- 2015年06月28日 - ネコフェス2015 -KUDAKENEKO ROCK FESTIVAL 2015-
- 2015年07月19日 - Amuse Fes 2015 BBQ inつま恋 ～僕らのビートを喰らえコラ!～
- 2015年08月18日 - グッドモーニングアメリカ「凌ぎ合うツアー2015」
- 2015年10月03日 - MEGA★ROCKS 2015
- 2015年10月11日 - MINAMI WHEEL 2015
- 2015年10月14日 - MAGIC OF LiFE「Don't Stop Music ～ 一周年の攻撃呪文 ～」
- 2015年10月25日 - 金沢一生青春FESTIVAL 2015